# 因の島バス

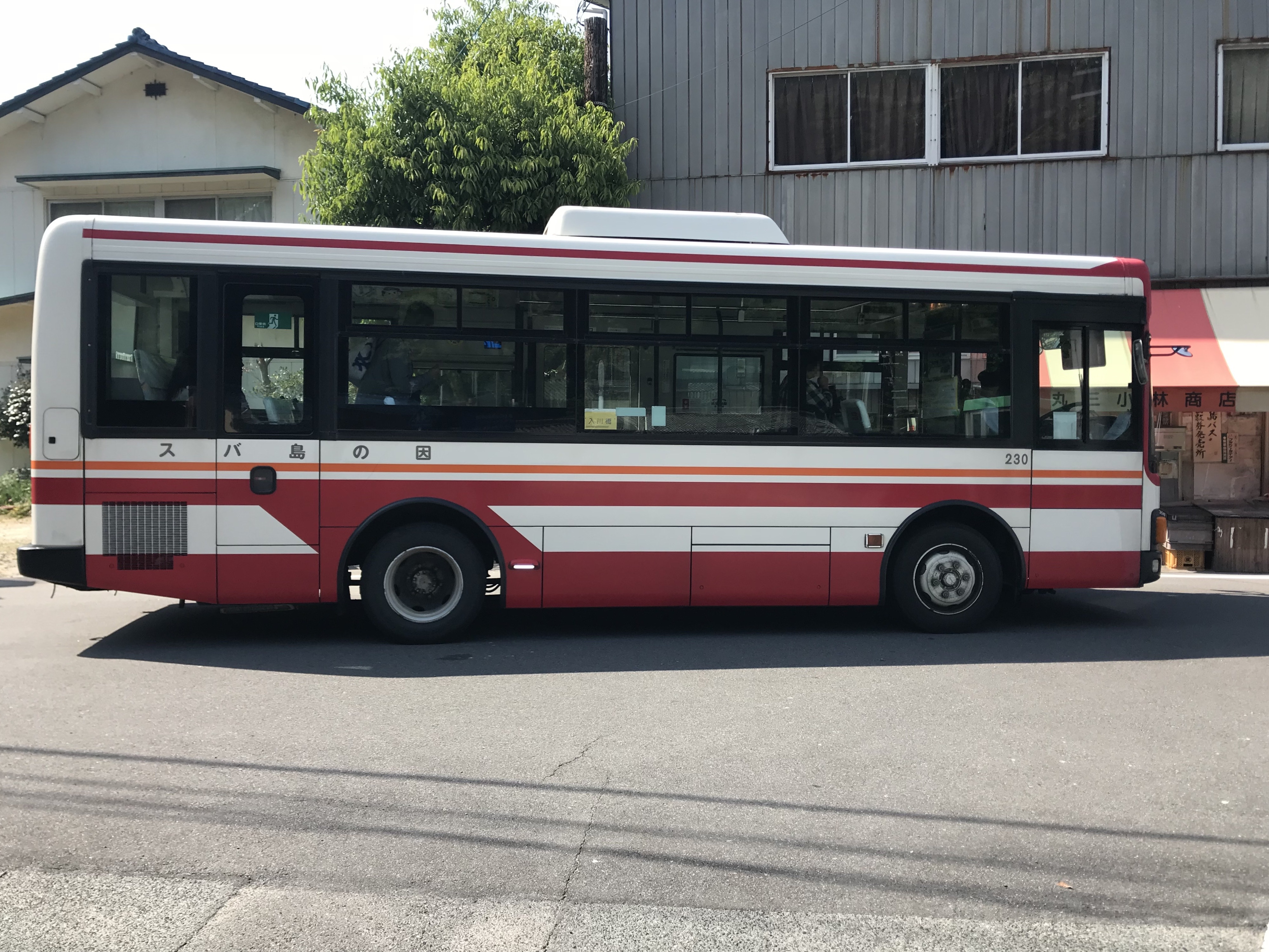
一般路線バス

因の島バス株式会社（いんのしまバス）は、広島県尾道市（因島地域）を営業エリアとする路線バス・観光バス事業者である。本社は広島県尾道市土生町塩浜南区1894-10。
この項目では、前身にあたる因の島運輸株式会社についても記述する。

## 歴史
- 1952年6月16日 -  設立、瀬戸内海汽船による出資。
- 1952年8月1日 - 運行開始
- 1996年3月18日 - 因島・向島・尾道 - 広島間に「フラワーライナー」を本四バス開発、中国バス、広島交通との共同運行で運行開始
- 1996年12月 - 本四バスとの資本関係を解消、因の島運輸も尾道線に参入することとなる。
- 2009年11月1日 - 運転免許証を返納した人（年齢・居住は問わない）を対象に因島島内の路線の運賃を半額にするサービスを開始[1]
- 2015年4月1日 - 同社江の内車庫至近に因島南部3小学校を統合した尾道市立因島南小学校が開校、同社路線バスが同校のスクールバスを担う事となる。田熊系統の新設と三庄循環線の増回で対応、全校生徒約400名の内270名程度が利用する。
- 2022年6月1日 - 全事業を福山市に本社を置くアサヒタクシー設立の新会社「因の島バス」へ移管[2]。
- 2023年4月7日 - 因の島運輸（株）広島地裁尾道支部にて破産手続きの開始決定。事件番号（フ）第22号。
- 2023年10月 - 乗務員制服をアサヒタクシー共通デザインにリニューアル[3]。

## 営業所および車庫
全て福山ナンバー
- 本社車庫
  - 広島県尾道市因島土生町2201番地
- 江の内車庫
  - 広島県尾道市因島土生町329番地
- 大浜車庫
  - 広島県尾道市因島大浜町466番地1
- 整備工場（アイ・ビー車検センター）
  - 広島県尾道市因島重井町5798番地1

## 路線

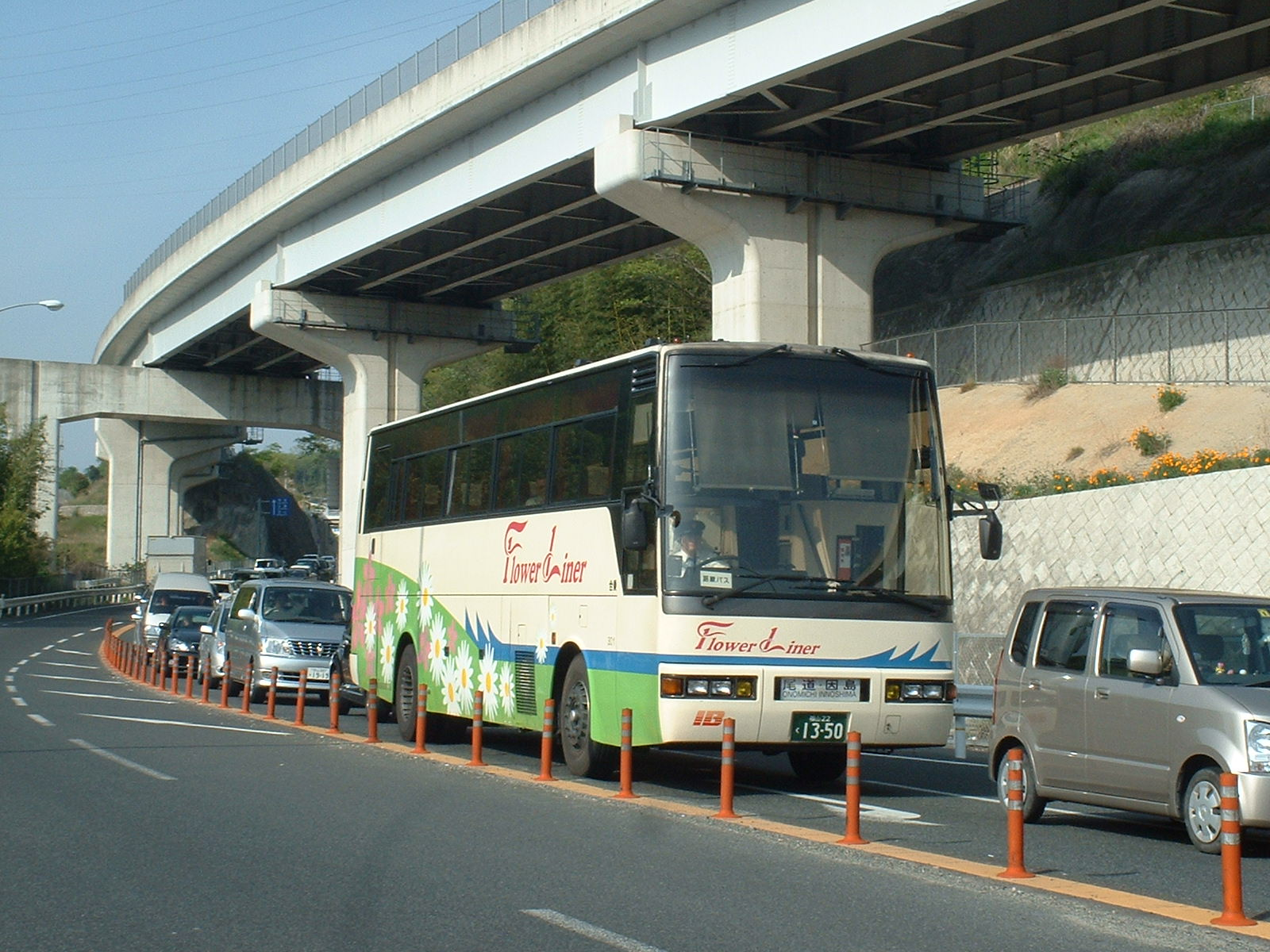
高速バス「フラワーライナー」（2006年5月撮影）

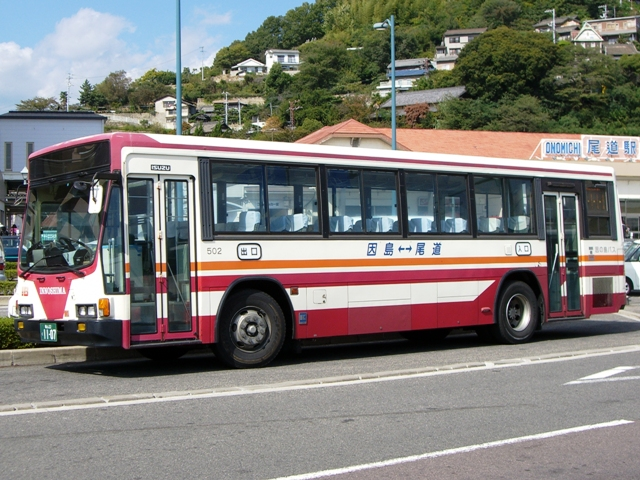
尾道 - 因島線（2009年10月撮影）

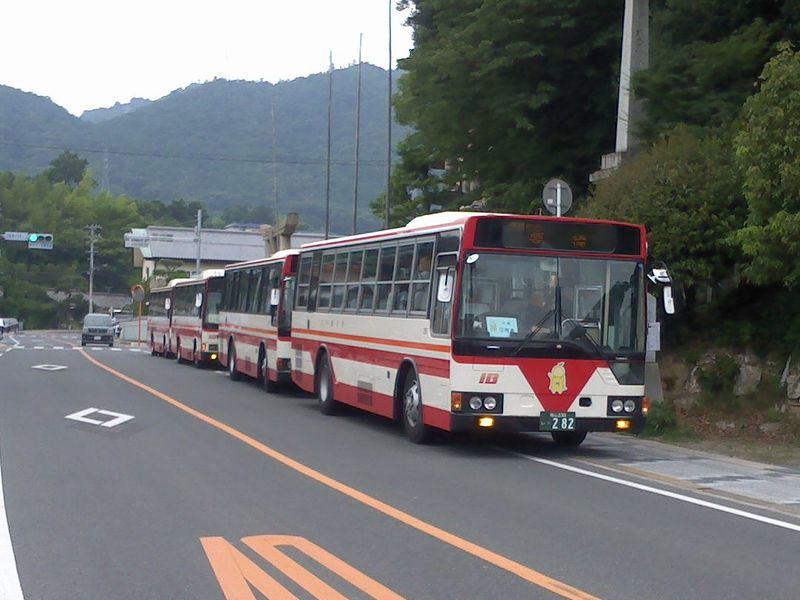
因島南小学校前バス停（江の内車庫前）

<>内は共同運行会社

### 高速バス
- フラワーライナー <本四バス開発、中国バス、広島交通>
  - 土生港前 - 広島バスセンター

- シトラスライナー <本四バス開発、中国バス>
  - 土生港前 - 福山駅前

### 一般路線バス
2017年4月1日より路線番号を導入している。
- 尾道線 <本四バス開発、おのみちバス>
  - 70/7 土生港前 - 尾道駅前
    - 浄土寺下 - 尾道駅前間のみの利用はおのみちバス便は可、因の島運輸・本四バス開発便は不可。

- 因島島内線（長崎桟橋・土生港前発をA便、土生港前・長崎桟橋行をB便と称する）
  - 73/72 長崎桟橋 - 土生港前 - 宇和部 - 江の内車庫 - 千守 - 小用 - 長崎桟橋 - 土生港前 - 宇和部 - 因島総合支所前 - 金山 - 要橋 - 久保田橋 - 因島大橋
  - 73/71 長崎桟橋 - 土生港前 - 宇和部 - 江の内車庫 - 千守 - 小用 - 長崎桟橋 - 土生港前 - 宇和部 - 因島総合支所前 - 金山 - 要橋 - 鬼岩 - フラワーセンター入口 - 三和ドック
  - 72/71 久保田橋 - 要橋 - 鬼岩 - フラワーセンター入口 - 三和ドック

- 因島南小学校スクール系統
  - 77 因島南小学校(江の内車庫) - 千守 - 小用 - 長崎桟橋
  - 73 善徳寺 - 千守 - 小用 - 長崎桟橋 - 土生港前 - 宇和部 - 因島南小学校(江の内車庫)
  - 75/76 因島南小学校(江の内車庫) - 因島総合支所前 - 金山 - 要橋

### 廃止になった路線
- しまなみライナー
  - 土生港 - 今治桟橋

## 車両
- いすゞ自動車製を主体に日野自動車製と三菱ふそう製を保有している。一般路線用と高速路線・貸切用とでデザインは異なるが、どちらも白地にオレンジと赤色の塗装を採用している。高速路線用については、2023年8月にアサヒタクシーの貸切バスと共通デザインの車両が登場した[5]。その後一般路線用にも同デザインの車両が登場している。

主力車種
- いすゞエルガミオ
- 日野レインボー
- 三菱ふそうエアロシリーズ
- 日野セレガ

### 主な中古車の供給元
- 大阪生駒霊園[6]
- おのみちバス（実質的の元の所有者は南海バス）
- 神奈川中央交通
- 川崎鶴見臨港バス
- 大興タクシー
- 京王バス[7]
- 水間鉄道
- 横浜市交通局
- 名古屋市交通局[8]
- 西日本ジェイアールバス
- 西日本ジェイアールバスサービス
- 都島自動車

#### かつて保有していた中古車の供給元
- 焼津自動車
- 京阪宇治交通
- 京阪バス
- 西東京バス
- 富士急行